# كأس التحدي (الإمبراطورية النمساوية المجرية)
كأس التحدي كانت مسابقة دولية لنوادي كرة القدم في الإمبراطورية النمساوية المجرية والتي اجريت منذ 1897 إلى 1911.

## التاريخ
تم إنشاء البطولة عام 1897 في فيينا من قبل جون جرامليك، الذي كان أحد مؤسسي نادي فيينا للكريكت وكرة القدم. كانت البطولة مفتوحة لجميع الأندية في الإمبراطورية النمساوية المجرية، ولكن عمليا جميع الفرق المشاركة جاءت من المدن الرئيسية الثلاث فيينا وبودابست وبراغ. لعبت في البطولة على شكل خروج المغلوب.
الكأس كان سيحتفظ به أول فريق يفوز في البطولة لثلاثة مواسم متتالية. في عام 1903 تم تغيير القاعدة وأصبح الكأس في حوزة الفائز الأخير نادي فينر. توقفت بطولة كأس التحدي عام 1911. واليوم يُنظر إليها على أنها سلف كأس النمسا (التي أقيمت لأول مرة عام 1918) وكأس أوروبا الوسطى التي تأسست عام 1927.

## سجل الأبطال

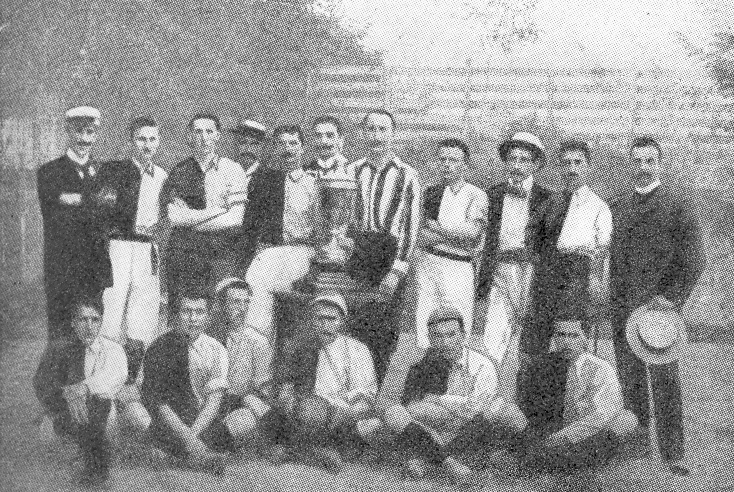
فيرست فيينا، الفائزين في 1899

### قائمة النهائيات
| الموسم  | البلد     | البطل                    | الوصيف                   | النتيجة   |
| ------- | --------- | ------------------------ | ------------------------ | --------- |
| 1897–98 | النمسا    | فيينا للكريكت وكرة القدم | وينر 1898                | 7–0       |
| 1898–99 | النمسا    | فيرست فيينا              | فيكتوريا فيينا           | 4–1       |
| 1899–00 | النمسا    | فيرست فيينا              | فيينا للكريكت وكرة القدم | 2–0       |
| 1900–01 | النمسا    | فينر ا س                 | سلافيا براغ              | 1–0       |
| 1901–02 | النمسا    | فيينا للكريكت وكرة القدم | تي سي بودابست            | 2–1       |
| 1902–03 | النمسا    | فينر ا س                 | كرالوفسكي فينوهرادي      | مرشح أوحد |
| 1903–04 | النمسا    | فينر ا س                 | فيينا للكريكت وكرة القدم | 7–0       |
| 1904–05 | النمسا    | فينر                     | مجيار                    | 2–1       |
| 1905–06 | (لم تُعقد) | (لم تُعقد)                | (لم تُعقد)                | (لم تُعقد) |
| 1906–07 | (لم تُعقد) | (لم تُعقد)                | (لم تُعقد)                | (لم تُعقد) |
| 1907–08 | (لم تُعقد) | (لم تُعقد)                | (لم تُعقد)                | (لم تُعقد) |
| 1908–09 | المجر     | فيرينتسفاروشي            | فينر                     | 2–1       |
| 1909–10 | لم تُعقد   | لم تُعقد                  | لم تُعقد                  | لم تُعقد   |
| 1910–11 | النمسا    | فينر                     | فيرينتسفاروشي            | 3–0       |

### الألقاب حسب النادي
| البلد  | النادي                   | الألقاب | مواسم الفوز      |
| ------ | ------------------------ | ------- | ---------------- |
| النمسا | فينر ا س                 | 3       | 1901، 1903، 1904 |
| النمسا | فيينا للكريكت وكرة القدم | 2       | 1898، 1902       |
| النمسا | فينر                     | 2       | 1905، 1911       |
| النمسا | فيرست فيينا              | 2       | 1899، 1900       |
| المجر  | فيرينتسفاروشي            | 1       | 1909             |

### الألقاب حسب البلد
| البلد  | الألقاب |
| ------ | ------- |
| النمسا | 9       |
| المجر  | 1       |